# Exotic Birds
The Exotic Birds foi um grupo de música pop formado em Cleveland, Ohio em 1983 por três estudantes de percussão da Cleveland Institute of Music, Andy Kubiszewski, Tom Freer e Tim Adams. Trent Reznor, vocalista da atual banda Nine Inch Nails, também chegou a fazer parte do grupo no início da carreira. 
Eles escreveram seu próprio material e eram descritos como synthpop, techno-pop e techno-dance. Eles conseguiram basicamente sucesso local, mas apareceram como banda de abertura para o Culture Club e Eurythmics.